# Эгилмез, Эртем
Эртем Эгилмез (18 февраля 1929, Трабзон — 21 сентября 1989, Стамбул) — турецкий режиссёр, продюсер и сценарист.

## Биография
Родился 18 февраля 1929 года в Трабзоне. Окончил экономический лицей при Стамбульском университете. Затем служил в армии, после возвращения со службы вместе со своими друзьями Рефиком Эрдураном и Халдуном Селом открыл книжный магазин. Они занимались не только продажей и изданием книг. Среди публикуемых ими автором были: Рефик Халит Карай, Акак Гюндюз и Периде Джелал. Именно ими впервые было издано в книжной форме одно из самых известных произведений Яшара Кемаль «Тощий Мемед».
Через некоторое время Эгилмез решил оставить книжный бизнес. Сначала он занимался продажей столов для настольного футбола, но вскоре сменил сферу деятельности ещё раз, основав в 1961 году продюсерскую компанию, но вскоре был вынужден закрыть её. Впрочем, несмотря на неудачу Эгилмез успел поработать с такими режиссёрами, как Атыф Йылмаз и Халит Рефиг, а также актёрами Эшрефом Колчаком, Кенаном Парсом, Экремом Бора и Мухтерем Нур.
В 1964 году Эгилмез открыл кинокомпанию «Arzu Film». В том же году он дебютировал в качестве режиссёра, сняв романтическую комедию «Она побеждает его» (тур. Fatoş'un Fendi Tayfur'u Yendi). Фильм оказался коммерчески успешным, на волне его успеха Эгилмез снял и спродюсировал ещё дюжину подобных кинокартин. В течение следующих пяти лет он также выпустил ряд комедийных, приключенческих и романтических фильмов. Самым знаменитым фильмом Эгилмеза, снятым в этот период считается историческая драма «Пробуждение нации» (тур. Bir Millet Uyanıyor), действие которое происходит во время войны за независимость.
После неудачи вышедшей в 1973 году драмы «Мой любимый брат» (тур. Canım Kardeşim) Эгилмез снова обратился к комедийному жанру. Всего в течение своей карьеры он выпустил около 20 фильмов. Эртем Эгилмез умер от рака 21 сентября 1989 года. Последним фильмом Эгилмеза стал «Арабеск» (тур. Arabesk), работу над которым он так и не успел закончить.